# Distretto di Banská Štiavnica
Il distretto di Banská Štiavnica (okres Banská Štiavnica) è un distretto della Slovacchia, situato nella regione di Banská Bystrica, nella parte centrale della nazione.
Fino al 1918, la maggior parte dell'attuale territorio del distretto apparteneva al comitato ungherese di Hont, eccetto Močiar e Podhorie nel nord che facevano parte della contea di Tekov e Kozelník a est (contea di Zvolen).

## Geografia antropica
Il distretto è composto da 1 città e 14 comuni:

### Città
- Banská Štiavnica

### Comuni
- Baďan
- Banská Belá
- Banský Studenec
- Beluj
- Dekýš
- Ilija
- Kozelník
- Močiar
- Počúvadlo
- Podhorie
- Prenčov
- Svätý Anton
- Štiavnické Bane
- Vysoká